# Dichaetomyia varicauda
Dichaetomyia varicauda este o specie de muște din genul Dichaetomyia, familia Muscidae, descrisă de Fritz Isidore van Emden în anul 1965. Conform Catalogue of Life specia Dichaetomyia varicauda nu are subspecii cunoscute.